# Guinee Air Service

Guinee Air Service es una aerolínea con base en Conakri, Guinea. Se fundó y comenzó a operar en 1985 y efectúa vuelos chárter domésticos. Su principal base de operaciones es el Aeropuerto Internacional de Conakri.
El presidente de GAS fue Ibrahima Kouyate, que murió en 2002.

## Códigos
- Código ICAO: GIS
- Callsign: GASS[2]

## Flota
En marzo de 2007 la flota de Guinee Air Service incluye:
- 2 Antonov An-26